# La Línea, Sonora
La Línea är en ort i Mexiko.   Den ligger i kommunen Etchojoa och delstaten Sonora, i den västra delen av landet, 1 400 km nordväst om huvudstaden Mexico City. La Línea ligger 18 meter över havet och antalet invånare är 375.
Terrängen runt La Línea är mycket platt. Runt La Línea är det ganska glesbefolkat, med 34 invånare per kvadratkilometer. Närmaste större samhälle är Huatabampo, 14,7 km söder om La Línea. Trakten runt La Línea består till största delen av jordbruksmark.